# Naturschutzgebiet Halle

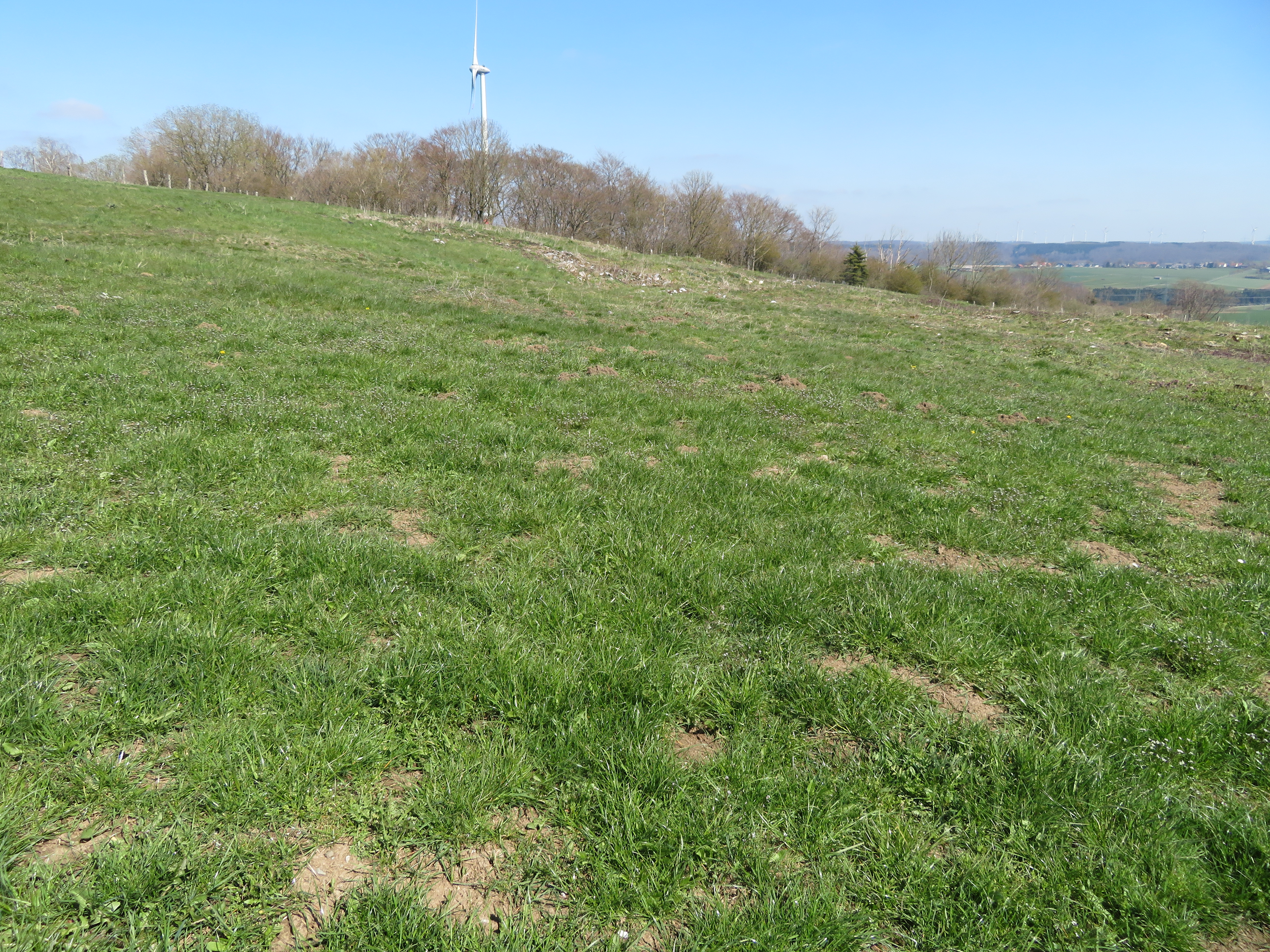
Naturschutzgebiet Halle

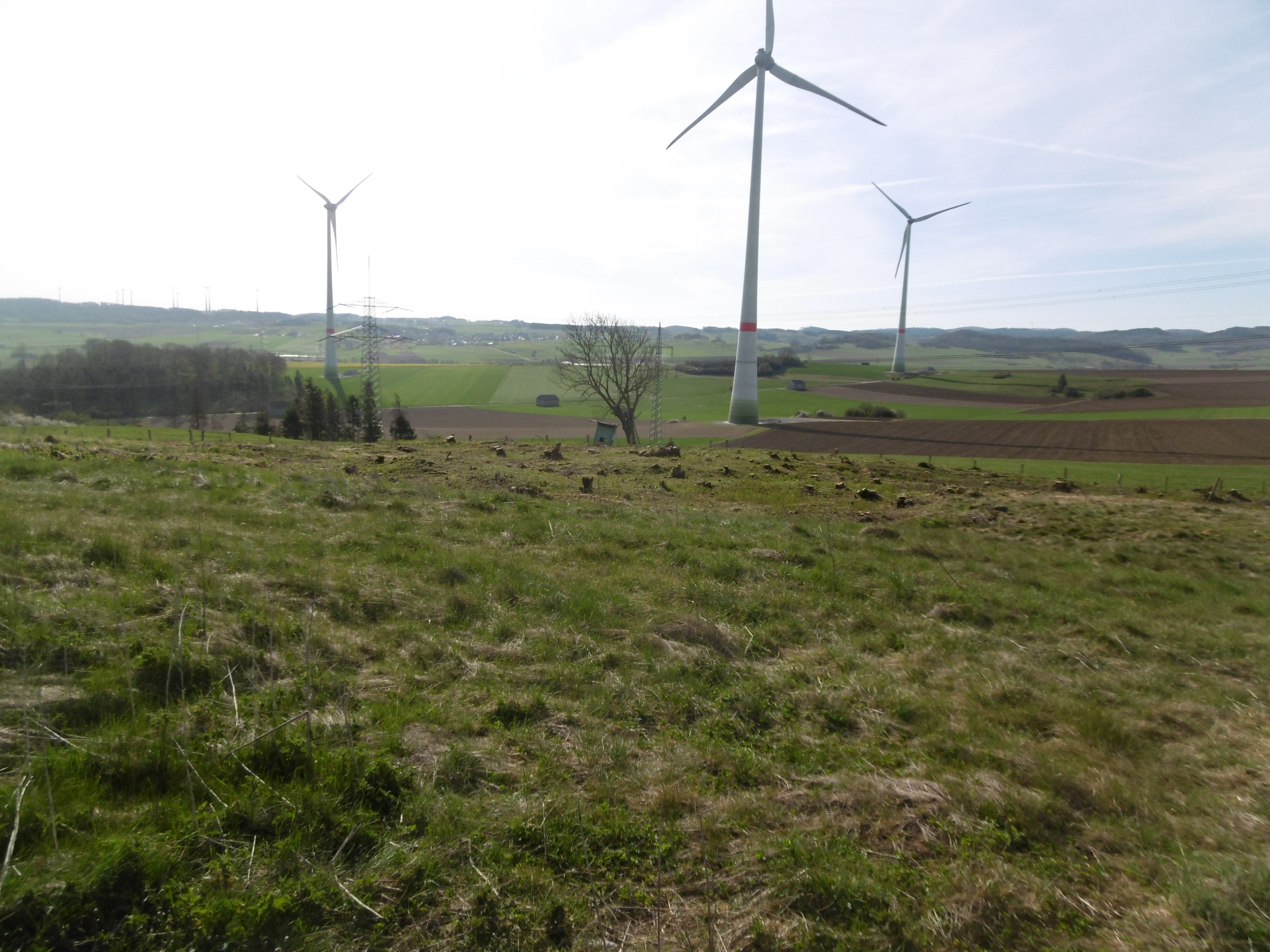
Grünlandbereich im Westteil vom Naturschutzgebiet Halle

Das Naturschutzgebiet Halle mit einer Größe von 3,69 ha liegt östlich von Wülfte im Stadtgebiet von Brilon. Das Gebiet wurde 2008 mit dem Landschaftsplan Briloner Hochfläche durch den Hochsauerlandkreis als Naturschutzgebiet (NSG) ausgewiesen. Es ist eines von 31 Naturschutzgebieten in Brilon, welche zur Gruppe der Kalkkuppen mit speziellen Verboten gehören.

## Gebietsbeschreibung
Beim NSG handelt es sich um einen Bereich am Hallerkamp. eben einem Rotbuchenwald befinden sich Grünlandbereiche im NSG. An einem Kalkfelsband im Mittelbereich tritt der Fels etwa 250 m offen zu Tage. Hier liegt ein schmaler, schluchtwaldartiger Buchenwald, der von Fichtenforst umgeben ist. Der schluchtwaldartige Buchenwald ist strauchreich und im Süden reich an Vorwald-Gehölzen. Oberhalb der Felsen befindet sich auf der Hügelkuppe ein kleiner Magerrasen. Intensiv genutztes, strukturarmes Grünland umschließt das Gebiet. Am nach Südwest abfallen Felsband ist typische Moos- und Farnvegetation vorhanden. Teile der Felsen sind dicht mit Sträuchern bewachsen. Der kleinflächige Magerrasen in Südexposition wächst auf einer ehemaligen Abgrabungsfläche und wird im Westen von einem Weißdorn- und Schwarzdorn-Gebüsch gesäumt. Die ehemals an den Magerrasen angrenzende Magerweide ist ruderalisiert. Hier befinden sich eine große Eutrophierungsstelle, Erdaushub und Bauschutt.
Im NSG brütet der Neuntöter. Es wurden Pflanzenarten wie Alpen-Johannisbeere, Braunstieliger Streifenfarn, Breitblättriger Thymian, Echter Wiesenhafer, Echtes Johanniskraut, Echtes Labkraut, Gefleckter Aronstab, Gemeines Zittergras, Gewöhnliche Goldnessel, Gewöhnlicher Hornklee, Gewöhnlicher Wurmfarn, Glattes Neckermoos, Großes Mausschwanzmoos, Kleiner Wiesenknopf, Kleines Habichtskraut, Nickende Distel, Pyramiden-Schillergras, Schafschwingel, Weiches Kammmoos, Wiesen-Goldhafer und Zerbrechlicher Blasenfarn nachgewiesen.

## Schutzzweck
Wie bei allen Naturschutzgebieten in Deutschland wurde in der Schutzausweisung darauf hingewiesen, dass das Gebiet „wegen der Seltenheit, besonderen Eigenart und Schönheit des Gebietes“ zum Naturschutzgebiet wurde. Der Landschaftsplan führt konkret auf: „Erhaltung und Optimierung eines artenreichen Biotopmosaiks aus strukturreichem Magergrünland, Felsbiotopen und (tlw. schluchtwaldartigem) Kalkbuchenwald als Lebensräume von tlw. seltenen und gefährdeten Tier- und Pflanzenarten sowie als wichtige Teilflächen im regionalen Verbund ähnlicher Biotopstrukturen; Erhaltung der besonderen Eigenart der Kuppe im Landschaftsbild; Schutz von landeskundlich interessanten Kleinstrukturen früherer Rohstoffgewinnung (Pingen).“

## Verbote
Zu den normalen Verboten in Naturschutzgebieten kommen beim NSG Halle wie bei den anderen 30 Kalkkuppen zusätzliche Verbote hinzu. Es ist verboten, die Briloner Kalkkuppen zu düngen, zu walzen und zu schleppen. Es dürfen nicht mehr als zwei Großvieheinheiten pro Hektar gleichzeitig weiden. Ferner darf erst ab dem 1. Juli eines Jahres gemäht werden.